# 楊淑妃 (後周太祖)
杨氏（911年前—947年 ），镇州真定人，后周太祖郭威的第二任妻子。有一姐妹嫁后唐重臣安重诲（是否为其正室不详），生子安崇勋。

## 生平
杨氏因美貌出眾，而入选赵王王镕宫中为姬妾。921年，王镕败死，杨氏流落民间，改嫁给真定平民石光辅。数年后，石光辅又死去了。此时郭威的结发妻子柴氏也已去世，郭威闻听杨氏美麗贤慧，求娶为继室。杨氏之父杨弘裕不愿意，杨氏的弟弟杨廷璋在父亲面前极力撮合，遂得成婚。
后汉天福年间，杨氏去世，葬于太原近郊。郭威建立后周，追封她为淑妃，拜杨廷璋为右飞龙使，杨弘裕已经年老不能行走，亦就家中拜为金紫光禄大夫、真定少尹。

## 家族
- 父亲：杨弘裕，官至真定少尹[1]。少年时渔貂裘陂，有人以二石雁给他，翅膀一掩左，一掩右，他说：“吾北岳使也。”说完不知所踪。当年生下女儿，为周太祖淑妃，第二年生廷璋[2]。
- 弟弟：杨廷璋

## 延伸阅读
[在维基数据编辑]
 《舊五代史·卷121》，出自薛居正《舊五代史》